# Perilampella acaciaediscoloris
Perilampella acaciaediscoloris är en stekelart som först beskrevs av Walter Wilson Froggatt 1892.  Perilampella acaciaediscoloris ingår i släktet Perilampella och familjen puppglanssteklar. Inga underarter finns listade i Catalogue of Life.